# Тростянець (Срібнянська селищна громада)
Тростяне́ць (Тростянський, Тростянецький) — село в Україні, у Срібнянській селищній громаді Прилуцького району Чернігівської області. Розташоване на лівому березі р. Тростянця (правої притоки р. Лисогору), за 3 км від центру громади. Населення становить 38 осіб. До 2017 року орган місцевого самоврядування — Гурбинська сільська рада, нині — Срібнянська селищна громада.

## Історія
Вперше згадується 1781. Входив до Друговарвинської сотні Прилуцького полку, до Глинського повіту Чернігівського намісництва, до Прилуцького повіту Малоросійської та Полтавської губерній, до Срібнянського р-ну Прилуцького округу (1923—1930).
Хутір Тростянський заснований у другій половині 18 століття на Роменському шляху. 1781 належав генерал-поручику Будлянському. На карті 1797 позначений як хутір Тростянецький.
Найбільш ранне знаходження на мапах 1869 рік
1859 року мав назву хутір власницький Тростянець, налічував 8 селянських домогосподарств, з населенням 47 осіб, приписаних до парафії Хресто-Воздвиженської церкви містечка Срібного. Входив до Срібнянської вол. 2-го стану.
У Васьківцях діяла дерев. Успенська церква, збудована 1855 року (перша ц-ва збудована до 1666), і приписна до неї мурована Іоанно-Предтечинська церква на хуторі Тростянці (1859).
Від 1865 року у хуторі працює млин братів Скоропадських.
1886 — 1 двір козаків, 16 дворів селян-власників, 19 хат, населення — 91 особа.
1910 року на хуторі Тростянець — 22 господарств, з них козаків — 1, селян — 21,  населення — 132 особи, у тому числі 1 тесляр, 1 кравець, 2 шевці, 15 бондарів, 8 поденників, 9 займалися іншими неземлеробськими заняттями, все інше доросле населення займалося землеробством. 31 десятин придатної землі.
Станом на 1911 рік - хутір Тростянець Срібнянської волості Прилуцького повіту Полтавської губернії, населення 129 осіб.
У 1923-1930 роках підпорядкований Дейманівській сільраді. 1925-2 4 двори, 140 жителів; 1930 — 45 дворів, 193 жителів; 1996 — 26 дворів, 40 жителів

## Населення
Мова
Розподіл населення за рідною мовою за даними перепису 2001 року:
| Мова       | Кількість | Відсоток |
| ---------- | --------- | -------- |
| українська | 38        | 100%     |